# U 1 (U-Boot, 1935)
U 1 war ein deutsches U-Boot vom Typ II A, das im Zweiten Weltkrieg von der Kriegsmarine eingesetzt wurde.

## Technik
U 1 war ein Tauchboot vom Typ II A für die Verwendung in küstennahen Gewässern. Es war ein Boot vom Einhüllentyp und hatte eine Wasserverdrängung von 254 t über und 303 t unter Wasser. Es hatte eine Länge von 40,90 m, eine Breite von 4,10 m und einen Tiefgang von 3,83 m. Mit zweimal 350 PS MWM Sechszylinder-Viertakt Dieselmotoren RS 127 S ohne Aufladung konnte eine Höchstgeschwindigkeit über Wasser von 13 Knoten erreicht werden. Bei acht Knoten Fahrt konnten 1600 Seemeilen zurückgelegt werden. Die zwei 180 PS SSW Doppel-Kollektor-E-Maschinen PG VV 322/36 hatten 32 Akku-Zellen AFA Typ 36 MAK 580. Es konnte eine Höchstgeschwindigkeit unter Wasser von 6,9 Knoten erreicht werden. Bei vier Knoten Fahrt konnte eine Strecke von 35 Seemeilen zurückgelegt werden. Die Tauchtiefe betrug 80 bis 150 m. Die Schnelltauchzeit betrug 25 Sekunden. Aus drei Bugtorpedorohren konnten fünf Torpedos oder bis zu zwölf TMA oder 18 TMB-Minen ausgestoßen werden. U 1 verfügte über ein 2-cm-C/30-Geschütz mit 1200 Schuss. Die Besatzungsstärke betrug drei Offiziere und 22 Mannschaften. Die Kosten für den Bau betrugen 1,5 Mio. Reichsmark (Kaufkraft 1 Reichsmark 1933 = 4,70 € 2020). Die Boote dieses Typs wurden wegen ihrer kleinen Ausmaße auch Einbaum genannt.

## Geschichte
Der Bauauftrag für das Boot wurde am 2. Februar 1935 an die Deutsche Werke, Kiel vergeben. Die Kiellegung erfolgte am 11. Februar 1935, der Stapellauf am 15. Juni 1935, die Indienststellung unter Kapitänleutnant Klaus Ewerth am 29. Juni 1935.
U 1 wurde ursprünglich als Ausbildungsboot von Juli 1935 bis September 1939 beim Schulverband der U-Schule bzw. der U-Boots-Schulflottille in Kiel und Neustadt eingesetzt. Von März 1940 bis April 1940 war es zur U-Boot-Jagd in der Nordsee sowie beim Unternehmen Weserübung, der Besetzung Norwegens und Dänemarks, als Frontboot im Einsatz.
Es absolvierte zwei Feindfahrten, auf denen keine Schiffe versenkt oder beschädigt wurden.
Das Boot ist seit seinem letzten Auslaufen von Wilhelmshaven verschollen. Es lief wahrscheinlich am 8. April 1940 in der Nordsee auf eine britische Minensperre und sank mit der gesamten Besatzung.

## Einsatzstatistik

### Erste Feindfahrt
Das Boot lief am 15. März 1940 um 6.05 Uhr von Kiel aus und lief am selben Tag um 16:30 Uhr in Brunsbüttel zum Anbringen des Eisschutzes ein. Die Besatzung übernachtete in Brunsbüttel und lief am nächsten Tag um 5:55 Uhr wieder von dort aus. U 1 lief am 29. März 1940 um 13.15 Uhr in Wilhelmshaven ein. Auf dieser 13 Tage dauernden und ca. 1.000 sm langen Unternehmung in der Nordsee, vor Lindesnes und Terschelling, wurden keine Schiffe versenkt oder beschädigt. Am 26. März 1940 erhielt es einen Notruf von U 21, das vor der Insel Odknuppen am Eingang zum Odfjord in Norwegen auf Grund gelaufen war und es aus eigener Kraft nicht schaffte, freizukommen. U 1 wechselte daraufhin seinen Kurs. Sie fanden das feststeckende U-Boot trotz intensiver Suche nicht und brachen ihre Suche am nächsten Morgen ab.

### Zweite Feindfahrt
Das Boot lief am 4. April 1940 um 12.00 Uhr von Wilhelmshaven aus und lief am selben Tag um 18.00 Uhr wegen Defekten wieder in Wilhelmshaven ein. Nach der Beseitigung der Störungen lief es am 6. April 1940 wieder aus. Seit dem Auslaufen gilt es als verschollen. U 1 sollte bei Unternehmen Weserübung mit U 2, U 4 und U 6 vor Norwegen operieren. Doch dort kam es nie an. Es lief wahrscheinlich am 8. April 1940 in der Nordsee auf eine britische Mine.

## Verbleib
Das Boot wurde wahrscheinlich am 8. April 1940 in der Nordsee vor Terschelling (Minenfeld Nr. 7) auf der Position 54° 14′ N, 5° 7′ O Marine-Planquadrat AN 6941 durch eine Seemine versenkt. Es gab keine Überlebenden, die gesamte Mannschaft von 24 Seeleuten starb. Verlegt wurden die Minen am 3. März 1940 von den Zerstörern Express, Esk, Icarus und Impulsive.
Der Drucktopf mit der Flugabwehrkanone des Bootes wurde geborgen und ist im Deutschen Marinemuseum in Wilhelmshaven ausgestellt.